# Печ (Гросуплє)
Печ (словен. Peč) — поселення в общині Гросуплє, Осреднєсловенський регіон, Словенія. Висота над рівнем моря: 429,9 м.